# Vorwärts Stralsund
Die ASG Vorwärts Stralsund war eine Armeesportgemeinschaft in der DDR, die in der Hansestadt Stralsund beheimatet war. Hauptsächlich wurde Fußballsport betrieben, die Sportstätte war das Stadion der Freundschaft am Frankendamm.

## Geschichte der Fußballsektion
Im Jahr 1952 wurde in Parow nördlich von Stralsund für die dort stationierte DDR-Seepolizei die Sportvereinigung Sturmvogel gegründet. Der Standort der Seepolizei wurde 1954 nach Rostock verlegt und die Sportvereinigung trat danach als SV KVP Vorwärts Rostock an. 1956 wurde die Fußballmannschaft ohne sportliche Qualifikation als 13. Team in die viertklassige Bezirksliga Rostock aufgenommen und nach Gründung der Armeesportvereinigung Vorwärts im Jahr 1956 in ASK Vorwärts Rostock umbenannt. Ein Jahr später gelang der Aufstieg in die II. DDR-Liga und 1962 in die zweitklassige I. DDR-Liga. 1963 wurde die Fußballsektion aus dem ASK ausgegliedert und als ASG Vorwärts Rostock-Gelsdorf weitergeführt.
Nach Abschluss der Fußballsaison 1966/67 wurde die ASG Vorwärts Rostock im Rahmen weiterer Umstrukturierungen innerhalb der Armeesportvereinigung am 21. Juli 1967 nach Stralsund umgesiedelt und trat von der Spielzeit 1967/68 als ASG Vorwärts Stralsund an. Zur Verstärkung der Fußballsektion musste der Ortsrivale BSG Motor Stralsund zwei komplette Jugendmannschaften an die ASG abgeben. Außerdem wurde die 1. Mannschaft durch Günter Baltrusch, der bereits für Aufbau Magdeburg in der DDR-Oberliga gespielt hatte, und durch Rainer Hermus, Oberligaspieler bei Wismut Gera, verstärkt.
Das Eröffnungsspiel unter dem neuen Namen vor 4000 Zuschauern gegen Kovostroj Děčín endete 0:0. Sowohl das erste Pokalspiel (4:3 am 6. August 1967 bei Motor Eberswalde) als auch das erste Punktspiel der Saison 1967/1968 (2:0 am 18. August 1967 gegen Motor Babelsberg vor 5000 Zuschauern, erster Torschütze war Klaus Marowski), wurde gewonnen. Vorwärts Stralsund konnte sich in der Folgezeit stets in der oberen Tabellenhälfte der DDR-Liga platzieren. In der Spielzeit 1970/1971 wurde Vorwärts Stralsund Sieger der Liga-Staffel Nord und stieg damit direkt in die Oberliga auf.
| Tor: Dieter Schönig (26 Einsätze) Abwehr: Gerd Brunner (21 Einsätze, 3 Tore), Volkmar Buchheim (2 Einsätze), Klaus-Peter Dressel (10 Einsätze), Lutz-Michael Häder (22 Einsätze, 1 Tor), Eberhard Kögler (26 Einsätze), Jürgen Renn (23 Einsätze), Sepp Wiedemann (24 Einsätze) Mittelfeld: Günter Baltrusch (16 Einsätze, 1 Tor), Wolfgang Bruhs (3 Einsätze), Rainer Hermus (22 Einsätze, 2 Tore), Klaus Marowski (14 Einsätze), Manfred Negraschus (4 Einsätze), Werner Schorrig (0 Einsätze), Werner Witt (10 Einsätze), Klaus Wulst (23 Einsätze, 1 Tor) Sturm: Peter Filler (18 Einsätze, 3 Tore), Ludwig Posorski (15 Einsätze, 4 Tore), Gerd Schellhase (20 Einsätze, 2 Tore), Klaus-Peter Stein (23 Einsätze, 3 Tore) Trainer: Hans Säckel |
| Bilanz der Oberligasaison: 6 Spiele gewonnen, 6 Spiele unentschieden, 14 Spiele verloren / 20:48 Tore / 18:34 Punkte / 14. Platz, Abstieg |

Obwohl die Mannschaft durch den 54-maligen Oberligaspieler Gerd Brunner vom FC Carl Zeiss Jena, den ebenfalls oberligaerfahrenen Peter Filler vom FC Rot-Weiß Erfurt, durch den siebenfachen Juniorenauswahlspieler Klaus-Peter Stein von Hansa Rostock sowie die Nachwuchstalente Lutz-Michael Häder (Vorwärts Berlin) und Gerd Schellhase (1. FC Magdeburg) verstärkt worden war, konnte der Klassenerhalt nicht erreicht werden und das Team von Trainer Hans Säckel stieg nach der Saison 1971/1972 als Tabellenletzter wieder ab.
In der Spielzeit 1972/1973 verpasste das Team als Dritter der Aufstiegsrunde den Aufstieg knapp. In der Saison 1973/1974 gelang noch einmal der Aufstieg in die höchste Spielklasse.
| Tor: Joachim Metelmann (kein Einsatz), Dieter Schönig (26 Einsätze) Abwehr: Manfred Dähling (1 Einsatz), Manfred Finger (25 Einsätze), Eberhard Kögler (25 Einsätze), Jürgen Renn (21 Einsätze), Günter Seidler (16 Einsätze) Mittelfeld: Günter Baltrusch (23 Einsätze), Wolfgang Bruhs (25 Einsätze), Heinz-Gerold Manschus (25 Einsätze, 4 Tore), Klaus Marowski (13 Einsätze, 2 Tore), Hartmut Schmidt (8 Einsätze, 1 Tor), Dietmar Schulze (20 Einsätze), Klaus Wulst (26 Einsätze, 2 Tore) Sturm: Harald Biehl (24 Einsätze, 4 Tore), Artur Hering (2 Einsätze), Rüdiger Kaschke (1 Einsatz), Roland Kelm (3 Einsätze), Bernhard Schaupke (5 Einsätze), Jürgen Siermann (23 Einsätze, 5 Tore), Detlef Wiezorrek (7 Einsätze) Trainer: Erhard Schmidt |
| Bilanz der Oberligasaison: 4 Spiele gewonnen, 7 Spiele unentschieden, 15 Spiele verloren / 21:46 Tore / 15:37 Punkte / 14. Platz, Abstieg |

Die Mannschaft von Trainer Erhard Schmidt stand schon am 23. Spieltag als Absteiger fest. Am letzten Spieltag der Oberliga-Saison 1974/1975 erreichte das Team noch ein  1:1-Unentschieden gegen Hansa Rostock und das Team stieg als Letzter in die DDR-Liga ab.
Zu den großen Erfolgen zählt auch das viermalige Erreichen des Viertelfinales im DDR-Fußballpokal in den Jahren 1967/1968, 1974/1975, 1977/1978 und 1984/1985. Von insgesamt 683 Spielen wurden 330 gewonnen. Am 25. August 1985 schoss Volker Heims das 1000. Tor von Vorwärts Stralsund.
Am 4. Juni 1989 fand das letzte Spiel in der Vereinsgeschichte und zugleich das 580. Punktspiel im Stadion der Freundschaft statt. In der Liga-Saison 1988/1989 spielte Vorwärts gegen die BSG Motor Schönebeck, das letzte Tor (zum 1:1 Endergebnis) war zugleich das insgesamt 980. Meisterschaftstor. Nach Ende der Saison löste die Armeesportvereinigung Vorwärts die ASG Vorwärts Stralsund auf.

## Nachfolgemannschaften
Die Spieler der ASG wurden von der Betriebssportgemeinschaft (BSG) Motor Stralsund übernommen, welche bisher in der Bezirksliga Rostock spielte und den Startplatz der ASG in der DDR-Liga übernahm. In der letzten Saison der DDR-Liga vor Übernahme des DFB-Spielbetriebs in Ostdeutschland erreichte Motor Stralsund Platz 10 und qualifizierte sich für die neue NOFV-Liga. Am 17. August 1990 wurde die BSG Motor in den Verein TSV 1860 Stralsund umgewandelt, der jedoch seine Fußballmannschaft mitten in der Saison 1990/91 aus der Liga zurückzog und folgend bis 1994 in der Landesliga Mecklenburg-Vorpommern spielte. Nach der Spielzeit 1993/94 schlossen sich die Fußballspieler dem neu gegründeten FC Pommern Stralsund an. Der FC Pommern Stralsund e. V., der sich in der Tradition der ASG Vorwärts Stralsund stehend sah, wurde am 29. März 1994 von Hans Eckert, Reinhard Klette und Dieter Frisch gegründet. Mit den Spielern des TSV 1860 Stralsund wurde vor der Saison 1994/95 der Startplatz in der Landesliga Mecklenburg-Vorpommern (ab 1995 Verbandsliga Mecklenburg-Vorpommern) übernommen. Das erste Liga-Punktspiel wurde mit 4:0 gegen die TSG Neustrelitz gewonnen. Im Jahr 2006 wurde lediglich der 15. und damit vorletzte Platz in der Verbandsliga erreicht, sodass der FC Pommern in die Landesliga Mecklenburg-Vorpommern abstieg. Der Wiederaufstieg in die Verbandsliga Mecklenburg-Vorpommern gelang 2010, wo der FC Pommern Stralsund seitdem spielte. Im Oktober 2017 wurde auf einer Mitgliederversammlung beschlossen, dass der Verein dem TSV 1860 Stralsund beitreten solle. Grund dafür waren Fusionsverhandlungen mit dem Stralsunder FC, welche nur durch Beitritt beider Vereine zu einem dritten Verein positiv beendet werden konnten. Grund für die Fusionsverhandlungen waren die Auffassungen beider Vereine, in der Stadt würde es nicht genug Ressourcen (vor allem im Jugendbereich und im Sponsoring) geben, um beide Vereine langfristig wirtschaftlich gut aufzustellen. Der FC Pommern Stralsund trat am 1. Juli 2018 offiziell dem TSV 1860 Stralsund bei. Das letzte Spiel bestritt die 1. Herrenmannschaft am 30. Juni 2018 in einem Test- und Freundschaftsspiel gegen den F.C. Hansa Rostock, das die Mecklenburger mit 0:7 gewannen.

## Bekannte Spieler
Bekannte Spieler sind Gerd Brunner, Klaus-Peter Stein, Gerd Schellhase, Bernd Wunderlich, Enrico Gaede, Dieter Schönig.
siehe auch Kategorie:Fußballspieler (Vorwärts Stralsund)